# ヘルムート・イェームス・フォン・モルトケ
ヘルムート・イェームス・フォン・モルトケ伯爵（Helmuth James Graf von Moltke、1907年3月11日 - 1945年1月23日）は、ドイツの法律家、伯爵。反ナチ運動に参加し「クライザウ・サークル」の中心人物となる。ゲシュタポにより逮捕され、処刑された。

## 来歴

### 出自
メクレンブルクの古い貴族モルトケ家の出身で、シュレージエン地方クライザウ（現在のポーランド領クルジゾワの荘園領主であった。ドイツ帝国初代参謀総長ヘルムート・カール・ベルンハルト・フォン・モルトケ（大モルトケ）の甥ヴィルヘルム・ヨーゼフ・ベルンハルト・フリードリヒ・アドルフ・フォン・モルトケの孫にあたり、大叔父には第一次世界大戦で参謀総長を務めたヘルムート・ヨハン・ルートヴィヒ・フォン・モルトケ（小モルトケ）がいる。
母ドロシー（旧姓ローズ＝イネス）は南アフリカ連邦のイギリス系住民で、その父親ジェームズ・ローズ＝イネスは連邦司法長官を務めた。ドロシーは結婚後、夫の影響を受けてクリスチャン・サイエンスに改宗した。両親は設立者であるメリー・ベーカー・エディの著作のドイツ語訳を出版するなど、ドイツにおけるクリスチャン・サイエンスの設立者となった。

### 弁護士
1927年から1929年までブレスラウ大学、ウィーン大学、ベルリン大学で法学と政治学を学ぶ。1931年にウィーンで知り合ったフライヤ・ダイヒマンと結婚した。1928年には高等教育教員や青年運動の指導者とともに、職を得られない若い労働者や農民と学生が、職種の壁を越えて共同で学び、市民としての義務や権利の意識を高めるための運動組織に参加した。そのため、モルトケは自身が所有する荘園の一部を農民に開放したが、周辺の荘園主から激しく批判されることになった。
1934年に法曹の試補試験に合格したが、ナチ党への入党義務を拒否したために判事にはなれず、弁護士として1935年にベルリンで法律事務所に入り、ついで自身の事務所を設立した。国際法の専門家として、ナチスに追われドイツから亡命せざるを得なくなったユダヤ人やドイツ人の権利保護に務め、またその保護のため外国に赴いた。また「アーリア化」されたケンピンスキー社のユダヤ人所有者の代理として交渉に当たった。1935年から1938年にかけて、モルトケは定期的にイギリスに滞在し、ロンドン大学とオックスフォード大学で学んでイギリスの弁護士資格を取得した。これは、自身が亡命する際の生活の助けとするためであった。

### 国防軍情報部

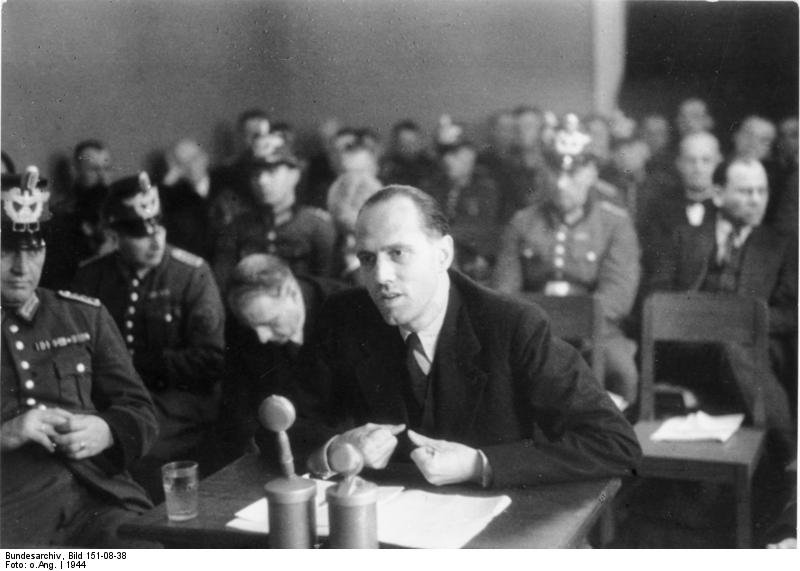
人民法廷に立つモルトケ（1945年1月）

第二次世界大戦が勃発すると、モルトケはカイザー・ヴィルヘルム外国公法・国際法研究所に勤務し、1939年9月6日からはヴィルヘルム・カナリス率いるドイツ国防軍防諜部に勤務した。モルトケの任務は、在外公館の駐在武官や外国の新聞から得られる軍事・政治的情報を集め、国防軍各部署に報じることであった。また、モルトケは外務省と国防軍最高司令部との連絡官を務め、戦時国際法の問題を担当した。
国防軍情報部での勤務中、モルトケは反ヒトラー派のカナリスやハンス・オスターの援護を得ていた。彼は占領下のヨーロッパ各地を視察した際にドイツ軍による現地住民への虐待行為を批判し、ジュネーヴ条約を遵守するように訴えた。また、独ソ戦の際にはロシア人捕虜に対してジュネーヴ条約・ハーグ陸戦条約を適用するべきと訴えた報告書を提出したが、ソ連が条約を否認していることを理由に却下された。モルトケの訴えに対し、ヴィルヘルム・カイテルは「過ぎ去った時代の騎士道精神の遺物」と嘲笑した。この他に、各地で虐殺されるユダヤ人の保護のために、彼らの「国外追放」を提案している。
1943年にイスタンブールを二度訪れている。表向きの理由はトルコに拿捕されたドイツ商船の解放交渉だったが、実際には反ナチ運動のためにOSSやドイツ人難民、現地の国防軍情報部員、駐トルコ大使フランツ・フォン・パーペンと接触していた。彼らの作成した文書はフランクリン・ルーズベルトに届けられたが、ヘンリー・モーゲンソウらルーズベルトの側近たちが文書の信頼性に疑問を呈したため受け入れられなかった。

### 反ナチ運動

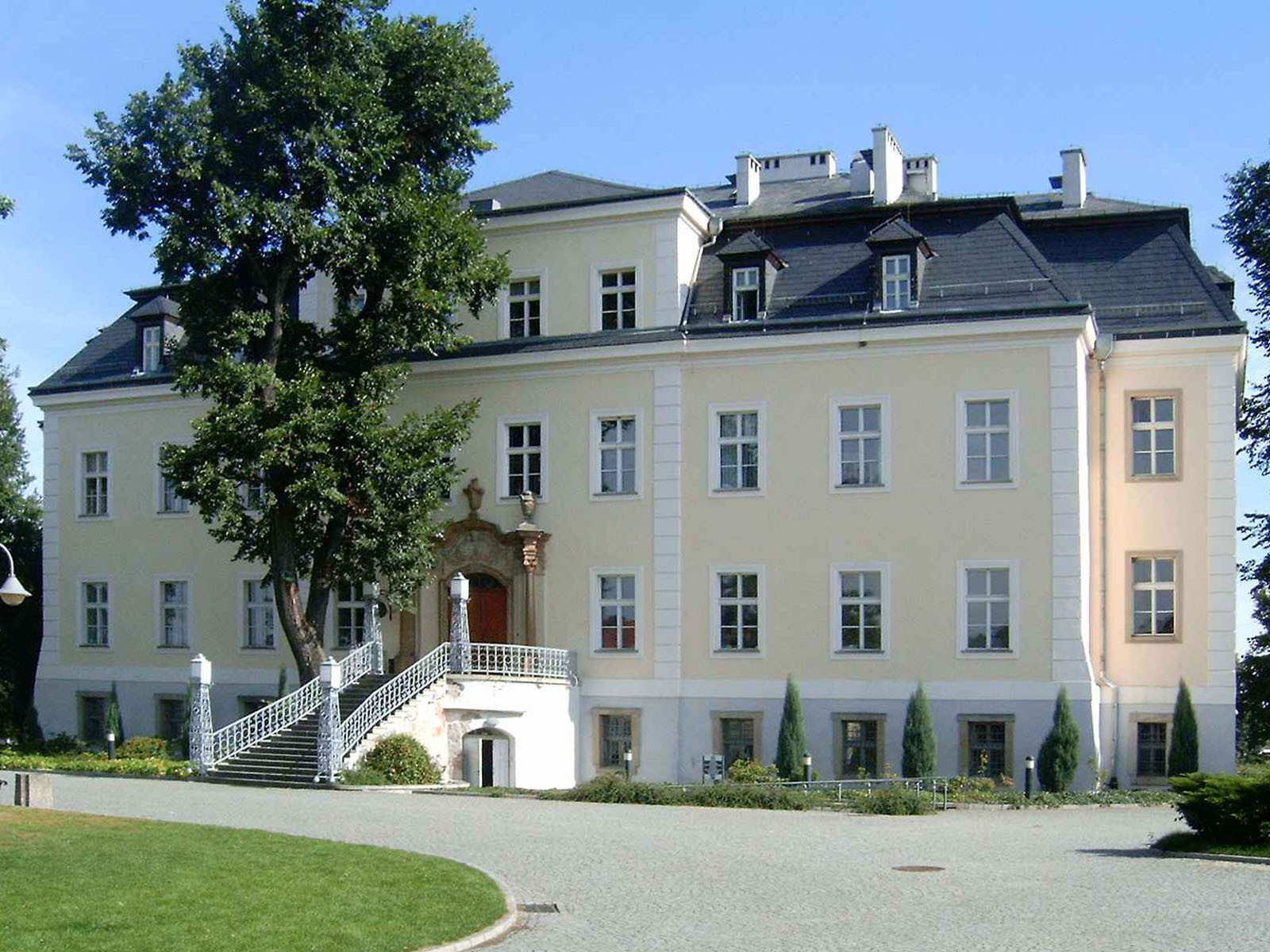
クライザウのモルトケ邸

2007年に公開されたイギリスの公文書によると、外務英連邦省は当時からモルトケの反体制的な意志を把握していた。モルトケは国内外の友人たちと接触して反ナチ・グループ結成を模索し、オックスフォードの友人を介してイギリス政府と連絡を取ろうと試みていた。しかし、イギリスはドイツ国内の反体制派と共闘しようとはしなかったが、モルトケがオスロ司教を通じてイギリス側に渡した「白いバラ」メンバーのビラは、1943年7月にイギリス空軍によりドイツ上空から撒かれている。
モルトケは故郷クライザウで複数の友人と接触し、これがクライザウ・サークルの基礎となった。クライザウ・サークルは1942年5月に最初の会合を行い、ナチズムに対抗するため教育機関や宗教機関を設立することを話し合い、秋の第2回会合ではドイツの敗戦を予想した戦後復興について話し合った。1943年6月には第3回会合が開かれ、ナチスの戦争犯罪者の処分について話し合った。モルトケはヒトラーが殉教者になることを避けるため、ヒトラー暗殺計画には反対していた。

### 刑死

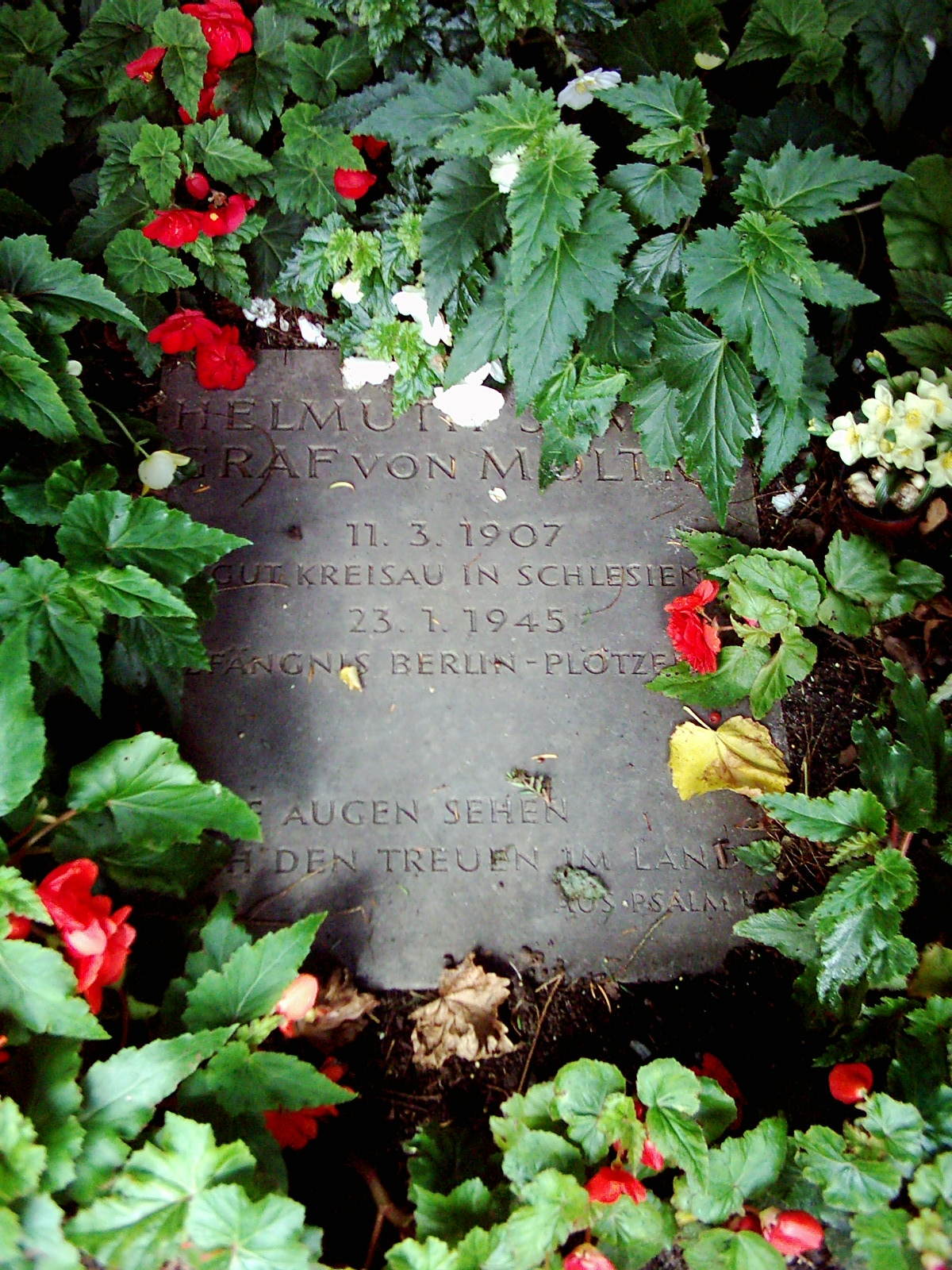
ハンブルクにあるモルトケの墓

モルトケは国際法に違反する命令を公然と批判したため、1944年1月にゲシュタポにより逮捕された。1945年1月、モルトケやクライザウ・サークルのメンバーはローラント・フライスラーの人民法廷に起訴された。モルトケのクーデター計画への関与は証明されなかったため、「ヒトラー後」に堕落したドイツを樹立しようとモルトケらが画策したのは死刑に値する、とフライスラーは罪状を切り替えた。モルトケの伝記を書いたハンス・リーリエによると、モルトケは「決まり切っていた死刑判決にもかかわらず、道徳的な勇気をもってフライスラーとその機関を攻撃した」といい、また同様にインゲ・ショルは、モルトケがナチス司法の汚職を歴史的に残すという歴史的観点から述べた「我々から伝説が生まれる!」という言葉を引用している。
モルトケは1945年1月11日に死刑判決を受け、12日後にベルリン・プレッツェンゼー刑務所で絞首刑となった。獄中からモルトケが子供たちに送った手紙には、「ナチスが政権を握って以降、その犠牲を和らげ、道を変えようと努めてきた。私は自分の良心、そして男としての務めに従った」と抵抗運動参加への動機が書かれている。
歴史家ハンス・モムゼンによれば、モルトケとそのグループは、第三帝国は暗殺などしなくとも内部から倒すことが出来ると信じていたという。その歴史観は、教会の没落が中世を終わらせたように、世界は刷新されるというものだった。そのためモルトケはナチズムを拒絶し、ドイツの指導によるヨーロッパ諸国の連合体を望んでいたという。その実現には「ヨーロッパ外の勢力」の台頭が必要とし、つまりはアメリカ合衆国を念頭に置いていた。例えばアルフレート・デルプは、アングロサクソン勢力に対抗して教会運動が起きる「第三の道」や、ナチスの掠奪経済から将来は欧州経済連合体が出来ることを希望していた。

## 顕彰
1964年、ドイツ連邦郵便はヒトラー暗殺計画の死去から20周年を記念する切手を発行した。また、クラウス・フォン・シュタウフェンベルクとモルトケの生誕100年を記念する切手が2007年に発行された。大戦中の妻への手紙は1989年にショル兄妹賞を受賞し、2001年にはドイツ自衛権・人道国際法協会により、安全保障分野での貢献に贈られるヘルムート・イェームス・フォン・モルトケ賞が設立された。

## 著書
（全て死後の出版である）
- Bericht aus Deutschland im Jahre 1943
- Letzte Briefe aus dem Gefängnis Tegel Briefe an seine Frau Freya und seine beiden Söhne aus der Zeit des Prozesses gegen ihn, zuerst 1951 veröffentlicht, später zusammen mit dem Bericht aus Deutschland 1943 in vielen Ausgaben erschienen (zuletzt bei Diogenes, Zürich 1997 ISBN 3-257-22975-5) Engl., Verlag: Geoffrey Cumberlege, 1948; Polnische Version: Krakau 1993 ISBN 83-7097-020-6
- Briefe an Freya. 1939–1945 Hrsg. von Beate Ruhm von Oppen, 2. Aufl., Beck, München 1991; 3. Aufl. ebd. 2005 ISBN 3-406-35279-0
- Im Land der Gottlosen: Tagebuch und Briefe aus der Haft 1944/45 Hrsg. von Günter Brakelmann, Beck, München 2009 ISBN 3-406-58235-4
- Völkerrecht im Dienste der Menschen. Dokumente. Herausgeberschaft und Einleitung: Ger van Roon. Siedler, Berlin 1986, Reihe: Deutscher Widerstand 1933–1945, ISBN 3-88680-154-3

## 文献
- Elke Endraß: Gemeinsam gegen Hitler. Pater Alfred Delp und Helmuth James Graf von Moltke. Kreuz Verlag, Stuttgart 2007, ISBN 978-3-7831-2881-9
- Kurt Finker: Graf Moltke und der Kreisauer Kreis. Dietz, Berlin 1993, ISBN 3-320-01816-7
- Franz von Schwerin: Helmuth James Graf von Moltke. Im Widerstand die Zukunft denken. Zielvorstellungen für ein neues Deutschland. Schöningh, Paderborn 1999, ISBN 3-506-73387-7
- Hanns Lilje: Im finsteren Tal. Stundenbücher Bd. 25, Furche Verlag, Hamburg
- Freya von Moltke: Erinnerungen an Kreisau, 1930–1945. Beck, München 1987/2001, ISBN 978-3-406-51064-9
- Freya von Moltke: Die Verteidigung europäischer Menschlichkeit, in: Aus Politik und Zeitgeschichte. Beilage zur Wochenzeitung Das Parlament, Hg. Bundeszentrale für Politische Bildung（編）, Heft 27, 2004, online-Text
- Günter Brakelmann: Helmut James von Moltke 1907–1945. Eine Biographie. Beck, München 2007, ISBN 978-3-406-55495-7
- Jochen Köhler: Helmuth James von Moltke. Geschichte einer Kindheit und Jugend. Rowohlt, Reinbek 2008, ISBN 3-498-06388-X
- Hans Mommsen: Eine neue Zeitrechnung. Die Solidarität kleiner Gemeinschaften als konservative Variante des Räte-Systems. Hellmuth James Graf von Moltkes Vision einer europäischen Nachkriegsordnung, in: Frankfurter Rundschau, 10. März 2007, S. 23
- Hans Mommsen: Alternative zu Hitler. Studien zur Geschichte des deutschen Widerstandes. Beck, München 2000, ISBN 3-406-45913-7
- Jochen Kleining: M. Kempinski & Co. - Die „Arisierung“ eines Berliner Traditionsunternehmens. Diplomica, Hamburg 2008, ISBN 978-3-8366-6194-2